# Sikeler

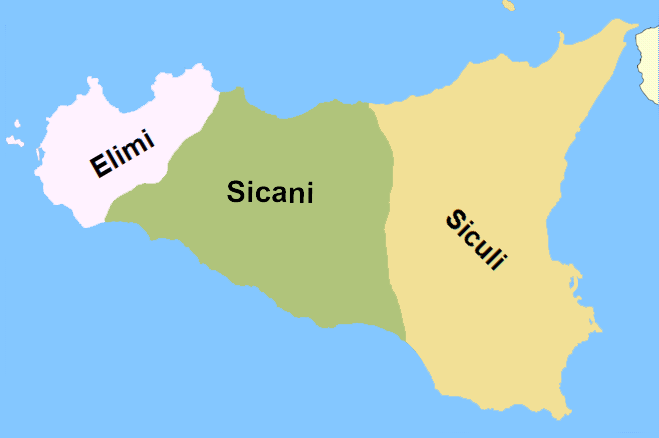
Gebiet der Sikeler (Siculi) auf der Insel Sizilien z. Z. der Griechischen Kolonisation

Die Sikeler, auch Sikuler (altgriechisch Sikeloi, lateinisch Siculi) waren zur Zeit der griechischen Kolonisation Bewohner Ost- und Nord-Siziliens.

## Vorgeschichte nach antiken Quellen
Sikeler werden bereits in der Odyssee des griechischen Dichters Homer erwähnt und dort mit Sklavenhandel in Verbindung gebracht. Ferner wird eine ältere, treue Magd, die Odysseus’ Vater Laertes umsorgt, als Sikelerin (Σικελή) bezeichnet.
Die Sikeler wanderten nach Thukydides, der sich auf Angaben der Sikeler beruft, ursprünglich aus Italien nach Sizilien ein und verdrängten dabei die Sikaner nach Westen. Dies soll 300 Jahre vor der Ankunft der Griechen auf Sizilien geschehen sei. Anschließend soll die Insel, die vorher Sikanien hieß, nach den Sikelern benannt worden sein. Laut Diodor siedelten sich die Sikeler in unbewohntem Gebiet an, da die Sikaner zuvor wegen eines Ätna-Ausbruchs den Osten der Insel verlassen hätten. Nach Philistos von Syrakus, den Dionysios von Halikarnassos zitiert, setzten die späteren Einwohner Sikeliens im 80. Jahr vor dem Troianischen Krieg nach Sizilien über. Es seien keine Ausonen oder Elymer gewesen, sondern Ligurer, die Sikelos anführte, ein Sohn des Italos. Sie seien von Umbrern und Pelasgern aus ihrer Heimat vertrieben worden.

## Geschichte während der Griechischen Kolonisation
Durch griechische Kolonisten wurden die Sikeler ab der zweiten Hälfte des 8. Jahrhunderts v. Chr. zunehmend ins Landesinnere verdrängt. Sikeler kämpften teilweise als Söldner in griechischen Heeren. So warb z. B. Hippokrates von Gela im frühen 5. Jahrhundert neben Griechen auch viele Sikeler für den Ausbau seiner berittenen Truppen an. Um 465 v. Chr. vereinte Duketios eine ganze Reihe von sikelischen Stämmen, die durch die griechische Expansion ins Landesinnere immer mehr bedrängt wurden. Unter seiner Führung zogen die Sikeler gegen griechische Städte und zerstörten einige davon, darunter 460 v. Chr. Morgantina. Letztlich scheiterte der sikelische Aufstand jedoch. Außer in Sizilien sollen im 5. Jahrhundert vor Chr. auch noch Sikeler auf dem italienischen Festland gelebt haben.

## Sprache
Die sikulische Sprache, die bisher durch meist nur kurze Texte bekannt ist, zählt zu den indogermanischen Sprachen. Wahrscheinlich gehört sie zu den italischen Sprachen.

## Mutmaßliche Verbindungen mit Seevölkern
Es gibt Meinungen, dass die Sikeler mit dem Seevolk der Tjeker (tkr, auch Šikal, Šikel transkribiert), das in ägyptischen Quellen begegnet, identisch sind. Die Tjeker werden wiederum zumeist mit den in einem um 1200 v. Chr. verfassten Dokument (RS 34.129) aus Ugarit genannten Šikaläer (Ši-ka-la-iu-a, wobei Šikala der Landesname ist) gleichgesetzt, wohl basierend auf Breadsteds Transkription Sikel für die trk. Erwogen wird allerdings auch eine Gleichsetzung der Šikaläer mit den in ägyptischen Quellen erwähnten Šekeleš. Bei dem in Ugarit gefundenen Dokument handelt es sich um einen Brief des hethitischen Großkönigs, der vom Stadtpräfekten Ugarits die Überführung eines Manns verlangt, der in die Hand der Šikaläer, „die auf Schiffen leben“, geraten war. Die Frage, ob die Šikaläer und somit die Tjeker oder Šekeleš tatsächlich mit den Sikelern gleichzusetzen sind, ist in der Forschung jedoch umstritten.